# Catechine

Epicatechine (EC)

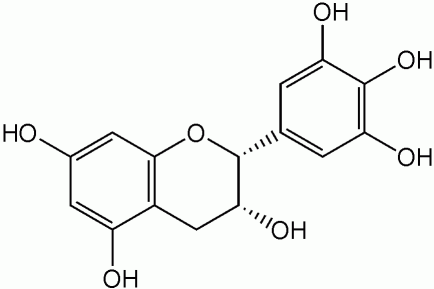
Epigallocatechine (EGC)

Catechine is een verzamelnaam voor verschillende polyfenolen die als antioxidant in planten voorkomen. Ze zitten onder meer in thee, cacao en wijn. Het komt het meest voor in de bast van de acacia en ontleent daar zijn naam aan.

## Soorten
Catechine (C) heeft epicatechine (EC) als enantiomeer.
Gallocatechine (GC) en epigallocatechine (EGC) bevatten een bijkomende hydroxylgroep.
Catechinegallaten zijn esters van galluszuur en catechine. Een voorbeeld vormt EGCG (epigallocatechinegallaat), het meest voorkomende catechine in thee.
Catechine vormt procyanidine als polymeer.

## Voorkomen
Catechinen maken een kwart van de droge massa van verse theebladeren uit

. Witte thee bevat nog meer catechine.

Catechine zit ook in chocolade

, fruit, groenten en wijn

en in veel andere planten
.

## Gezondheid
Professor Norman Hollenberg van de Harvard Medical School stelt dat epicatechine de kans op de vier belangrijkste gezondheidsproblemen: beroerte, hartinfarct, kanker en diabetes kan verkleinen tot 10 procent. Hij bestudeerde het indianenvolk Kuna in Panama die tot 40 koppen cacao per week drinken.
Vermindering van aderverkalking blijkt uit dierproeven

Catechine werkt gunstig op bloedvaten

Werking tegen borstkanker werd beschreven.

Epigallocaechine-3-gallaat beschermt de huid tegen huidkanker als gevolg van ultraviolet licht van de zon.

Catechine in groene thee vertoont een antibiotische werking door de vermenigvuldiging van bacteriën te hinderen.

## Aantonen
Catechine kan op volgende manieren aangetoond worden.
1. Catechine reageert met vanilline en zoutzuur met vorming van rode neerslag.
2. Catechine reageert zoals andere fenolen met ijzer(III)chloride met een groene kleur.
3. Catechine reageert met wolfraamfosforzuur met vorming van blauw wolfraamoxide, dat onder ultraviolet licht oplicht.
4. Catechine reageert bij verhitting met een mineraal zuur met een rode kleur.